# Ancylometes amazonicus
Ancylometes amazonicus är en spindelart som beskrevs av Simon 1898. Ancylometes amazonicus ingår i släktet Ancylometes och familjen Ctenidae. Inga underarter finns listade i Catalogue of Life.